# Milan Vader
Milan Vader (ur. 18 lutego 1996 w Middelburgu) – holenderski kolarz szosowy i górski. Olimpijczyk (2020).

## Osiągnięcia

### Kolarstwo górskie
Opracowano na podstawie:
2014
- 3. miejsce w mistrzostwach Europy juniorów (cross-country)

2018
- 3. miejsce w mistrzostwach Europy U-23 (cross-country)

2019
- 3. miejsce w mistrzostwach Europy (cross-country)